# Nessia
Nessia es un género de lagartos perteneciente a la familia Scincidae. Son endémicos de Sri Lanka.

## Especies
Según The Reptile Database:
- Nessia bipes Smith, 1935
- Nessia burtonii Gray, 1839
- Nessia deraniyagalai Taylor, 1950
- Nessia didactyla (Deraniyagala, 1934)
- Nessia hickanala Deraniyagala, 1940
- Nessia layardi (Kelaart, 1853)
- Nessia monodactyla (Gray, 1839)
- Nessia sarasinorum (Müller, 1889)